# Liste der denkmalgeschützten Objekte in Wildschönau
Die Liste der denkmalgeschützten Objekte in Wildschönau enthält die 23 denkmalgeschützten, unbeweglichen Objekte der Gemeinde Wildschönau.

## Denkmäler
| Foto  |                 | Denkmal | Standort                                                | Beschreibung | Metadaten |
| ----- | --------------- | --- | ------------------------------------------------------- | --- | --- |
| ja BW | Datei hochladen | Kath. Pfarrkirche hl. Nepomuk und Friedhof HERIS-ID: 55289 Objekt-ID: 63881 TKK: 2348                               | neben Dorf, Auffach 4 Standort KG: Auffach              | Urkundlich bestand 1796 eine Kaplanei. Die Kirche wurde 1800/1801 durch den Baumeister Andre Hueber erbaut. 1839 wurde die Kirche geweiht und 1891 zur Pfarrkirche erhoben. | BDA-Hist.: Q38064422 Status: § 2a Stand der BDA-Liste: 2025-06-30 Name: Kath. Pfarrkirche hl. Nepomuk und Friedhof GstNr.: 463/4, 449/2 Pfarrkirche Auffach                                            |
| ja    | Datei hochladen | Kastenhäusl HERIS-ID: 38992 Objekt-ID: 38686 TKK: 116466                                                            | Holzerweg, Auffach 15 Standort KG: Auffach              | Das zweigeschoßige Wohnhaus mit Satteldach und giebelseitig erschlossenem Mittelflurgrundriss stammt im Kern vermutlich aus dem 18. Jahrhundert. Der Kantblockbau weist in beiden Geschoßen dreiseitig umlaufende Söller auf. Die Hauptfassade ist nach Nordosten orientiert, die Südwestfassade ist mit Holzschindeln verkleidet. | BDA-Hist.: Q37986130 Status: Bescheid Stand der BDA-Liste: 2025-06-30 Name: Kastenhäusl GstNr.: 467/2 Auffach, Kastenhäusl                                                                             |
| ja    | Datei hochladen | Bauernhof Unterschrattenthal (mit Ausnahme des Inneren des Stadl-Teiles) HERIS-ID: 21225 Objekt-ID: 17543 TKK: 3675 | Schrattentalweg, Auffach 60 Standort KG: Auffach        | | BDA-Hist.: Q37860284 Status: Bescheid Stand der BDA-Liste: 2025-06-30 Name: Bauernhof Unterschrattenthal (mit Ausnahme des Inneren des Stadl-Teiles) GstNr.: .54 Auffach, Bauernhof Unterschrattenthal |
| ja    | Datei hochladen | Bauernhaus / Heimatmuseum Bachhof HERIS-ID: 57406 Objekt-ID: 67419 TKK: 3653                                        | Bach, Oberau 3 Standort KG: Niederau                    | Die Hofstelle ist urkundlich im 13. und 15. Jahrhundert belegt, eine Bebauung gesichert ab 1684/85 dokumentiert. Ein Umbau ist an der Firstpfette inschriftlich 1795 datiert. 1995/96 wurde der Hof saniert und bildet seither zusammen mit der Kapelle und der Mühle das Wildschönauer Bergbauernmuseum z'Bach. Der quergeteilte, zweigeschoßige Einhof mit Satteldach ist giebelseitig über einen Mittelflurgrundriss erschlossen. Der Wohnteil ist über einem gemauerten Kellerfundament zur Gänze in Kantblockbauweise gezimmert und weist an der Eingangsfassade einen nach drei Seiten umlaufenden Söller im Obergeschoß sowie einen Giebelsöller mit seitlicher Bretterschalung auf. Der Wirtschaftsteil ist als Blockbau aufgeführt, die traufseitig über die Wandflucht des Stallgeschoßes auskragende Heulege ist mit senkrechter Bretterschalung verkleidet. Im Inneren haben sich u. a. der gewölbte Keller vermutlich aus dem 17. Jahrhundert und die Rauchküche mit offener Herdstelle erhalten.                                                                          | BDA-Hist.: Q38076362 Status: § 2a Stand der BDA-Liste: 2025-06-30 Name: Bauernhaus/ Heimatmuseum Bachhof GstNr.: 695/2 Niederau, Bauernhaus/ Heimatmuseum Bachhof                                      |
| ja    | Datei hochladen | Bachkapelle HERIS-ID: 98484 Objekt-ID: 114413 TKK: 3677                                                             | Bach, Oberau 3 Standort KG: Niederau                    | Die Kapelle des Bachhofes bildet heute einen Teil des Wildschönauer Bergbauernmuseums, bestehend aus Bauernhaus, Kapelle und Mühle. Der einjochige Holzbau mit dreiseitigem Chorschluss und schindelgedecktem Satteldach ist als Ständerbau mit senkrechter Bretterschalung gezimmert. Die flache Holztonne im Innenraum ist mit farbigen Tapeten ausgekleidet. | BDA-Hist.: Q37772110 Status: § 2a Stand der BDA-Liste: 2025-06-30 Name: Bachkapelle GstNr.: 695/2 Niederau, Bachkapelle                                                                                |
| ja    | Datei hochladen | Alte Mühle HERIS-ID: 98483 Objekt-ID: 114412 TKK: 3661                                                              | Bach, Oberau 81 Standort KG: Niederau                   | Die Getreidemühle bildet heute einen Teil des Wildschönauer Bergbauernmuseums, bestehend aus Bauernhaus, Kapelle und Mühle. Eine Mühle mit zwei Mahlgängen beim Bachhof ist erstmals 1630 belegt. Ein Neu- oder Umbau ist an der Firstpfette inschriftlich mit 1795 datiert. In der 1. Hälfte des 20. Jahrhunderts erfolgte die Reduktion auf einen Mahlgang und der Umbau von Wasserrad- auf Turbinenantrieb. Der zweigeschoßige Kantblockbau ist mit einem Legschindeldach gedeckt. Neben der technischen Einrichtung im Erdgeschoß ist zusätzlich eine kleine Wohneinheit mit Küche und Kammern untergebracht. | BDA-Hist.: Q37772098 Status: § 2a Stand der BDA-Liste: 2025-06-30 Name: Alte Mühle GstNr.: 695/2 Niederau, Alte Mühle                                                                                  |
| ja    | Datei hochladen | Friedhof und Aufbahrungshalle/Totenkapelle HERIS-ID: 104715 Objekt-ID: 121589 TKK: 116471, 116470                   | gegenüber Dorfstraße, Niederau 43 Standort KG: Niederau | Der Friedhof, der die Kirche süd- und ostseitig umgibt, wurde 1631 angelegt und 1970 und 1990 nach Süden erweitert. Der Hauptzugang erfolgt von Westen durch einen hohen Rundbogen zwischen Kirche und Totenkapelle, im Osten befindet sich ein weiterer Zugang. Die Grabmäler bestehen überwiegend aus schmiedeeisernen Kreuzen. Die Kapelle wurde 1970 nach Plänen von Clemens Holzmeister als Aufbahrungshalle errichtet und 1990/91 von Peter Schuh grundlegend umgestaltet, erweitert und zur Totenkapelle ausgebaut. | BDA-Hist.: Q37801719 Status: § 2a Stand der BDA-Liste: 2025-06-30 Name: Friedhof und Aufbahrungshalle/ Totenkapelle GstNr.: 913, 929/5, .65                                                            |
| ja    | Datei hochladen | Kath. Pfarrkirche hl. Sixtus mit Kriegerdenkmal HERIS-ID: 55740 Objekt-ID: 64552 TKK: 12469, 2351                   | neben Dorfstraße, Niederau 45 Standort KG: Niederau     | Der im Kern romanische und spätgotische Kirchenbau aus dem vierten Viertel des 15. Jahrhunderts wurde 1740 durch Jakob Singer barockisiert und 1970 nach den Plänen des Architekten Clemens Holzmeister nach Westen erweitert. Der Turm an der Nordseite des Chores zeigt romanische Biforenfenster aus dem 13. Jahrhundert und trägt einen gotischen Giebelspitzhelm. | BDA-Hist.: Q38067584 Status: § 2a Stand der BDA-Liste: 2025-06-30 Name: Kath. Pfarrkirche hl. Sixtus mit Kriegerdenkmal GstNr.: .66 Niederau, Kath. Pfarrkirche hl. Sixtus mit Kriegerdenkmal          |
| ja    | Datei hochladen | Bauernhof Aberghof HERIS-ID: 46913 Objekt-ID: 49301 TKK: 3637                                                       | Aberg, Oberau 8 Standort KG: Oberau                     | Der quergeteilte, zweigeschoßige Einhof mit Satteldach wurde inschriftlich 1807 erbaut und ist nahezu unverändert erhalten. Der Wohnteil ist e über dem gemauerten Keller- und Erdgeschoß in Kantblockbauweise gezimmert. Die Erschließung erfolgt giebelseitig von Südwesten über einen Mittelflurgrundriss mit Zugang über eine hölzerne Freitreppe. An der Eingangsfassade befinden sich ein nach drei Seiten umlaufender Söller im Obergeschoß und ein Giebelsöller mit seitlicher Bretterschalung. Bemerkenswert ist der zur Gänze original erhaltene klassizistische gemalte Fassadendekor mit Eckquaderung an den Gebäudekanten, verkröpften Fensterrahmungen mit Feston-, Blumenranken- und bekrönendem Vasendekor. An den freien Wandflächen finden sich vier Heiligendarstellungen (hl. Aloysius von Gonzaga, Gnadenbild Mariahilf, hll. Florian und Leonhard). Der nach Nordosten anschließende Wirtschaftsteil besteht aus einem gemauerten Stall und einer in Blockbauweise gezimmerten Heulege mit Bretterschalung und hangseitiger Einfahrt.                             | BDA-Hist.: Q38024707 Status: Bescheid Stand der BDA-Liste: 2025-06-30 Name: Bauernhof Aberghof GstNr.: 350/3 Oberau, Bauernhof Aberghof                                                                |
| ja    | Datei hochladen | Kapelle hl. Antonius HERIS-ID: 55743 Objekt-ID: 64561 TKK: 3594                                                     | Heachgasse, Oberau 148, in der Nähe Standort KG: Oberau | Die barocke Kapelle wurde 1706–1708 anstelle einer 1675 errichteten Holzkapelle erbaut. Im 18. Jahrhundert war sie eine überregional bedeutende Wallfahrtsstätte. Der oktogonale Zentralbau mit hoher schindelgedeckter Kuppel und Glockenhaube über Laterne ist von der Antoniuskapelle in St. Johann beeinflusst. An der Nordwestseite befindet sich ein pilastergeschmücktes Portal mit geschwungenem Giebel. Das Innere mit oktogonalem Kuppelgewölbe wird durch Pilaster und Gebälk gegliedert. Die Gewölbemalereien mit Szenen aus dem Leben des hl. Antonius wurden um 1708 von Jakob Niederkircher geschaffen und 1954 von Toni Kirchmayr restauriert und ergänzt. Der geschnitzte Hochaltar von Michael Mayr und Franz Lanner ist in Form einer Monstranz aufgebaut, das Altarbild zeigt den Kirchenpatron vor der Madonna. | BDA-Hist.: Q38067623 Status: § 2a Stand der BDA-Liste: 2025-06-30 Name: Kapelle hl. Antonius GstNr.: .47/4 Oberau, Kapelle hl. Antonius                                                                |
| ja    | Datei hochladen | Gasthof-Hotel Kellerwirt mit Gedenktafel Prem HERIS-ID: 40375 Objekt-ID: 40302 TKK: 3649                            | Kirchen, Oberau 72 Standort KG: Oberau                  | Das seit ca. 1275 nachweisbare Haus war ursprünglich der Verwaltungssitz des Klosters Seeon, das die Grundherrschaft in der Wildschönau innehatte. Der heutige, aus drei jeweils durch Satteldächer gedeckten Gebäudeblöcken bestehende Bau stammt überwiegend aus dem 17. Jahrhundert. Der mittlere Teil ist dreigeschoßig mit einem bis zum Boden reichenden Erker mit abgewalmtem Schindeldach. Die Fassaden sind durch Architekturmalerei in Form von Fensterumrahmungen und Säulen gegliedert. Die Westfassade ziert ein Wandgemälde von Toni Kirchmayr von 1946, das die Madonna, den hl. Florian und einen Abt von Seeon zeigt. Am Erker befindet sich Gedenktafel für Simon Marian Prem. Westlich grenzt ein ebenfalls dreigeschoßiger, jedoch niedrigerer Trakt an, dessen Fassadengestaltung dem Hauptbau angeglichen ist. Die Wandmalerei über dem Rundbogenportal stellt die „Stift“ in Oberau dar (Bauern bringen ihre Abgaben), darüber befindet sich ein zweigeschoßiger, hölzerner Erker, zwischen Erdgeschoß und erstem Obergeschoß ein Gemäldefeld mit Mariahilfbild. | BDA-Hist.: Q37994441 Status: Bescheid Stand der BDA-Liste: 2025-06-30 Name: Gasthof-Hotel Kellerwirt mit Gedenktafel Prem GstNr.: 660 Gasthof-Hotel Kellerwirt                                         |
| ja    | Datei hochladen | Kath. Pfarrkirche hl. Margaretha und Kriegerdenkmal HERIS-ID: 57405 Objekt-ID: 67418 TKK: 2352, 12741               | gegenüber Kirchen, Oberau 72 Standort KG: Oberau        | Eine Kirche wurde 1316 erstmals urkundlich erwähnt, der heutige barocke Saalbau wurde 1751/52 nach Plänen von Johann Holzmeister errichtet. Die dreiachsige Westfassade ist mit einem durchgezogenen Hauptgesims gegliedert und weist einen geschweiften Knickgiebel auf. Über dem korbbogigen Westportal mit Volutenschlussstein befindet sich eine Nische mit einer Statue hl. Margaretha aus der Mitte des 17. Jahrhunderts. Das Innere mit vierjochigem Langhaus, leicht eingezogenem quadratischem Chorjoch und rundem Schluss weist Pilaster mit stuckierten Kompositkapitellen und Gebälkstücken sowie ein Tonnengewölbe mit Stichkappen auf. Die Deckengemälde wurden 1751 von Josef Adam Mölk geschaffen. Das Kriegerdenkmal an der Apsiswand wurde um 1921 von Toni Kirchmayr geschaffen. | BDA-Hist.: Q38076351 Status: § 2a Stand der BDA-Liste: 2025-06-30 Name: Kath. Pfarrkirche hl. Margaretha und Kriegerdenkmal GstNr.: .56/1 Oberau, Kath. Pfarrkirche hl. Margaretha und Kriegerdenkmal  |
| ja    | Datei hochladen | Friedhof mit Kapelle HERIS-ID: 104722 Objekt-ID: 121598 TKK: 116467, 2353                                           | gegenüber Kirchen, Oberau 77 Standort KG: Oberau        | Der 1394 erstmals urkundlich erwähnte Friedhof um die Kirche gehört zum mittelalterlichen Bestand. Er wurde um 1980 nach Osten erweitert, 2007 wurde an der östlichen Friedhofsmauer einen Urnenfriedhof errichtet. Der Friedhof ist von einer pultdachgedeckten Mauer umgeben, mit pfeilerbegrenzten Zugängen im Westen und Osten. Auf der Nordwestseite in die Umfassungsmauer integriert ist die Totenkapelle aus der zweiten Hälfte des 18. Jahrhunderts. | BDA-Hist.: Q37801739 Status: § 2a Stand der BDA-Liste: 2025-06-30 Name: Friedhof mit Kapelle GstNr.: 590/2, .56/2 Oberau, Friedhof mit Kapelle                                                         |
| ja    | Datei hochladen | Widum HERIS-ID: 105175 Objekt-ID: 122139 TKK: 2354                                                                  | Kirchen, Oberau 108 Standort KG: Oberau                 | Das Pfarrhaus wurde 1909 erbaut, nachdem das alte Widum schräg gegenüber der Kirche verkauft worden war. Der zweigeschoßige Mauerbau ist mit einem Pyramidendach mit vier großen Dachgaupen gedeckt. Die Fassaden sind asymmetrisch gegliedert mit geraden Putzrahmen an den Maueröffnungen. An der Westseite befindet sich ein Rechteckportal mit darüberliegendem Holzsöller. Die zwei Freskomedaillons an der Eingangsfassade mit Darstellung der Taufe Christi und der Versuchung der Hl. Margaretha und das Freskomedaillon des hl. Josef an der Nordfassade entstanden um 1945 und werden Toni Kirchmayr zugeschrieben. | BDA-Hist.: Q37804708 Status: § 2a Stand der BDA-Liste: 2025-06-30 Name: Widum GstNr.: .158 |
| ja    | Datei hochladen | Rathaus/Gemeindeamt und Schule HERIS-ID: 98575 Objekt-ID: 114513 TKK: 116468                                        | Kirchen, Oberau 116 Standort KG: Oberau                 | Das Gebäude wurde 1929–1931 als Schulhaus von Oberau erbaut und beherbergt heute auch das Gemeindeamt. Der dreigeschoßige Mauerbau mit Satteldach weist an der Straßenfront eine gemauerte Freitreppe in das Obergeschoß auf. An der Südostecke befindet sich ein zweigeschoßiger, polygonaler Eckerker mit dekorativer Fassadenmalerei in den Parapetfeldern. | BDA-Hist.: Q37772212 Status: § 2a Stand der BDA-Liste: 2025-06-30 Name: Rathaus/Gemeindeamt und Schule GstNr.: 644/3 Oberau, Rathaus, Gemeindeamt und Schule                                           |
| ja BW | Datei hochladen | Kath. Pfarrkirche hl. Michael und Friedhof mit Kapelle HERIS-ID: 55968 Objekt-ID: 64893 TKK: 30113, 3252            | bei Dorf, Thierbach 21 Standort KG: Thierbach           | → Hauptartikel : Pfarrkirche Thierbach f1 | BDA-Hist.: Q38069145 Status: § 2a Stand der BDA-Liste: 2025-06-30 Name: Kath. Pfarrkirche hl. Michael und Friedhof mit Kapelle GstNr.: .1 Pfarrkirche Thierbach                                        |
| ja    | Datei hochladen | Widum HERIS-ID: 55967 Objekt-ID: 64892 TKK: 116469                                                                  | Dorf, Thierbach 21 Standort KG: Thierbach               | Das Widum wurde etwa zeitgleich mit der Kirche um 1790 erbaut und erhielt sein heutiges Aussehen durch Umbauten im 20. Jahrhundert. Dem zweigeschoßigen Mauerbau mit Satteldach und giebelseitig erschlossenem Mittelflurgrundriss ist an der südlichen Eingangsfassade ein Obergeschoßsöller vorgelagert. Die Maueröffnungen sind von geohrten Putzrahmen eingefasst. | BDA-Hist.: Q38069135 Status: § 2a Stand der BDA-Liste: 2025-06-30 Name: Widum GstNr.: 78/4 |
| ja    | Datei hochladen | Alte Schule HERIS-ID: 59680 Objekt-ID: 71183 TKK: 3748                                                              | Dorf, Thierbach 22 Standort KG: Thierbach               | Das Schulhaus wurde 1848 vom Wiener Baumeister Paul Schoner errichtet und 1986 saniert und restauriert. Es gilt als bedeutendes Beispiel für Biedermeier-Architektur in Tirol. Der zweigeschoßige Mauerbau über nahezu quadratischem Grundriss mit Walmdach über Hohlkehle ist an der Nordseite über ein breites Rechteckportal und eine kleine Treppenanlage erschlossen. Die Geschoße sind durch ein zartes Gesimsband gegliedert. An der Südseite befindet sich ein risalitartiger, dreiachsiger Anbau. Das Innere ist über einen breiten Mittelflur mit südseitig situiertem Treppenhaus erschlossen. | BDA-Hist.: Q38088268 Status: Bescheid Stand der BDA-Liste: 2025-06-30 Name: Alte Schule GstNr.: .3 |
| ja    | Datei hochladen | Brechlstube HERIS-ID: 98641 Objekt-ID: 114579 TKK: 3635                                                             | bei Dorf, Thierbach 161 Standort KG: Thierbach          | Der eingeschoßige Kantblockbau mit legschindelgedecktem Satteldach aus der ersten Hälfte des 19. Jahrhunderts ist giebelseitig mit einer Pfostenstocktür erschlossen, der Eingang befindet sich unter einem weit auskragenden Dachvorsprung. In jüngerer Zeit wurde eine Betonmauer eingezogen. | BDA-Hist.: Q37772410 Status: § 2a Stand der BDA-Liste: 2025-06-30 Name: Brechlstube GstNr.: .12/3 |
| ja    | Datei hochladen | Schellhorn-Hof HERIS-ID: 40372 Objekt-ID: 40299 TKK: 3645                                                           | Hauserweg, Oberau 69 Standort KG: Oberau                | | BDA-Hist.: Q37994398 Status: Bescheid Stand der BDA-Liste: 2025-06-30 Name: Schellhorn-Hof GstNr.: 1135 Oberau, Schellhorn-Hof                                                                         |
| BW    | Datei hochladen | Stube d. Hofes Schneider in Haus HERIS-ID: 40373 Objekt-ID: 40300 TKK: 3647                                         | Hauserweg, Oberau 70 Standort KG: Oberau                | | BDA-Hist.: Q37994419 Status: Bescheid Stand der BDA-Liste: 2025-06-30 Name: Stube d. Hofes Schneider in Haus GstNr.: .242                                                                              |
| ja    | Datei hochladen | Schneider-Kasten HERIS-ID: 40374 Objekt-ID: 40301 TKK: 3648                                                         | bei Hauserweg, Oberau 70 Standort KG: Oberau            | | BDA-Hist.: Q37994430 Status: Bescheid Stand der BDA-Liste: 2025-06-30 Name: Schneider-Kasten GstNr.: .242                                                                                              |
| ja    | Datei hochladen | Endtalkapelle HERIS-ID: 105199 Objekt-ID: 122163 TKK: 3582                                                          | Standort KG: Thierbach                                  | Der einjochige Mauerbau mit rundem Chorschluss und schindelgedecktem Satteldach wurde Ende des 19. Jahrhunderts errichtet. An der nördlichen Giebelseite befindet sich das Portal mit flachem Segmentbogensturz, von zwei segmentbogig geschlossenen Sichtfenstern flankiert. Die Fassaden sind mit rahmender Putzgliederung an Mauerkanten und Wandöffnungen gegliedert. Das Innere besteht aus einem tonnengewölbten Betraum. | BDA-Hist.: Q37804795 Status: § 2a Stand der BDA-Liste: 2025-06-30 Name: Endtalkapelle GstNr.: 129 |